# Lachamp-Raphaël
 Lachamp-Raphaël  là một xã ở tỉnh Ardèche, vùng Auvergne-Rhône-Alpes ở đông nam nước Pháp.